# Taotie

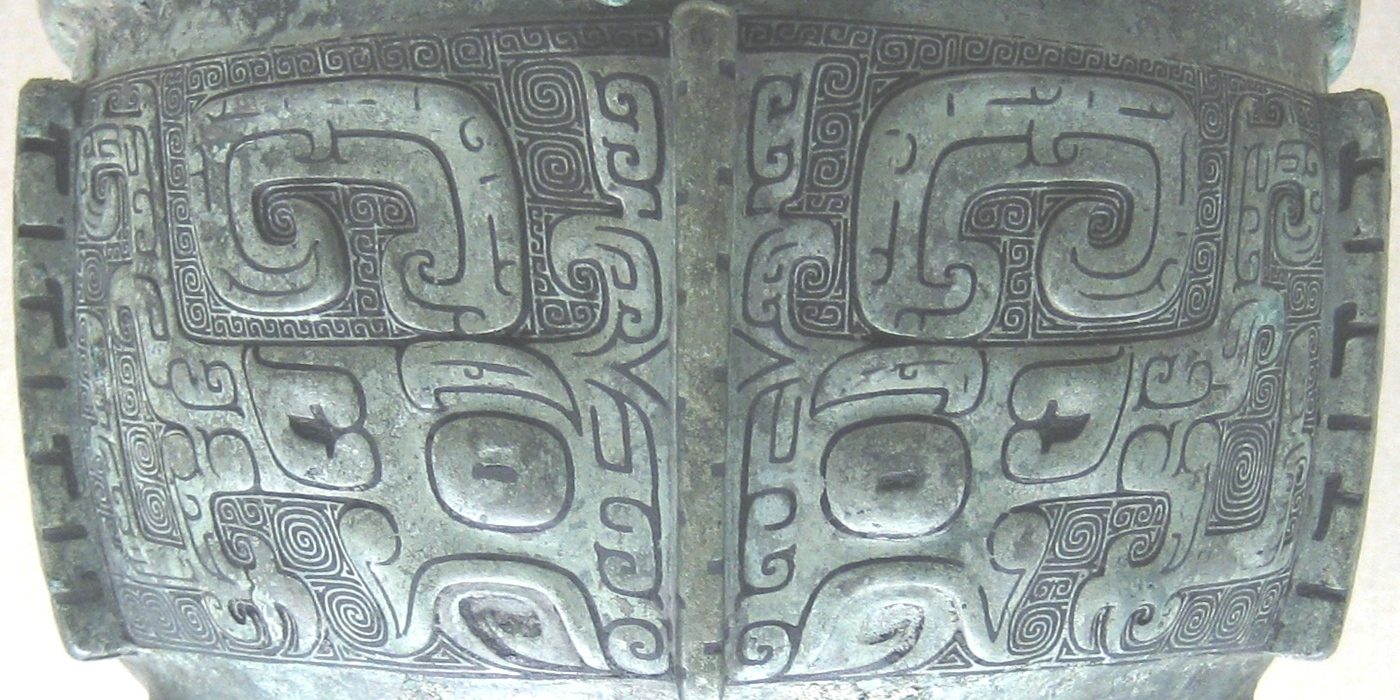
Maska Taotie na naczyniu typu ding z Muzeum Szanghajskiego

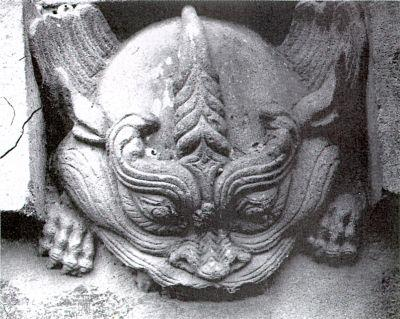
Głowa Taotie na bramie wejściowej mauzoleum rodziny Sheng w Syczuanie

Tāotiè (chiń., 饕餮), Tōtetsu (jap. 饕餮) – nazwa mitologicznego potwora i motywu ornamentacyjnego, charakterystycznego dla chińskich naczyń z brązu z epok Shang i Zhou.
Ozdobne ornamenty (zwane maskami) naczyń ceremonialnych (ofiarnych) najczęściej przedstawiają pysk tego potwora, którego wizerunek miał odstraszać złodziei i tych, którzy zakłócają rytuały.
Oba znaki składające się na nazwę tāotiè (饕餮) zawierają w sobie element 食 oznaczający „jeść”, ale samo słowo pochodzi od nazwy potwora Taotie z mitologii chińskiej. W zależności od interpretacji miał on ciało krowy lub owcy, wygięte rogi, tygrysie kły i ludzką twarz. Kojarzony był m.in. z zachłannością i chciwością, albowiem pierwszy znak oznacza pożądanie bogactwa, a drugi pragnienie jedzenia.
Według legendy opartej na wzmiance w starożytnych chińskich księgach, taotie to mieli być ludzie mieszkający na południowym zachodzie, o ciałach porośniętych sierścią i świńskich ryjach zamiast twarzy. Byli rzekomo okrutni i chciwi, łącząc się w gromady, napadali na podróżnych celem zdobycia łupów.
Jeszcze do niedawna nazwą taotie określano w Chinach urzędnika przyjmującego łapówki.